# Alexandre Collin

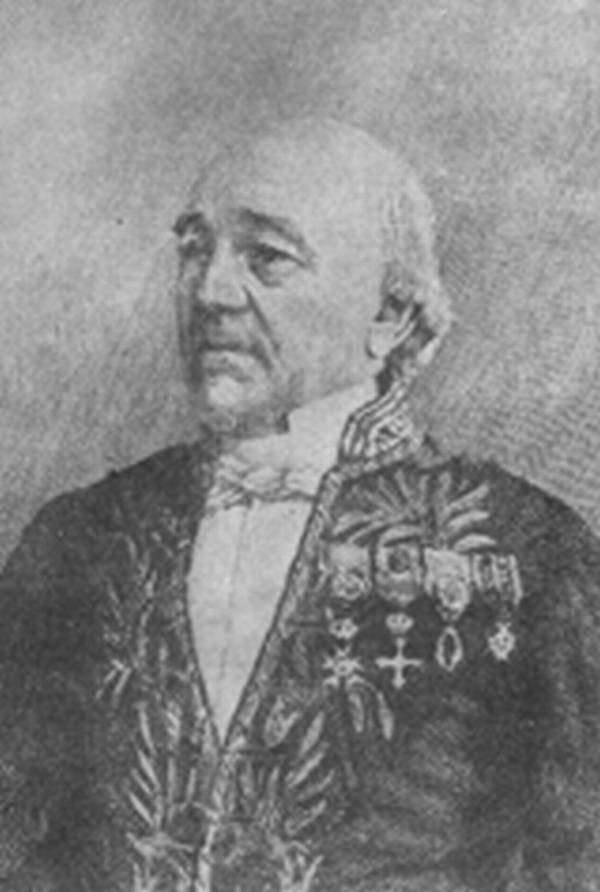
Porträt von Alexandre Collin

Alexandre Collin (* 29. Juli 1808 in Essoyes; † 5. Januar 1890 in Orléans) war ein französischer Bauingenieur, ein Pionier der Geotechnik, insbesondere für das bodenmechanische Verhalten von Tonen.

## Leben
Collin war der Sohn eines lokalen Bauunternehmers und besuchte ab 1828 die École polytechnique in Paris. Nach dem Abschluss ging er zum Corps Royal des Ponts et Chaussées, wo er ab 1883 mit Kanal-Bauarbeiten am Canal de Bourgogne beschäftigt war. Dabei konnte er auch eine nach den Herbst-Regenfällen aufgetretene Rutschung im steifen örtlichen Lias-Ton an der Baustelle vermessen (sie waren nach Collin etwa in Form einer Zykloide), nach Skempton das erste Mal, dass Gleitflächen im Ton so genau untersucht wurden. Collin setzte seine Beobachtungen bei anderen Böschungsbrüchen im Ton fort. Er führte auch experimentelle Untersuchungen der Scherfestigkeit der Tone (ihrer Kohäsion) in Abhängigkeit vom Wassergehalt durch und gab eine Methode zur Berechnung der Böschungsstabilität an. Collin schrieb über seine Forschungen eine Abhandlung, die schließlich 1846 veröffentlicht wurde. In der Folge wurde die Abhandlung zwar gelegentlich zitiert, wurde aber im 19. Jahrhundert von den von Jean-Victor Poncelet (1840) und William John Macquorn Rankine (1857) an Sandböden entwickelten (und für Tonböden nicht zutreffenden) Methoden verdrängt. Die in ihren Grundzügen nach Skempton zutreffende Analyse von Collin wurde im 20. Jahrhundert unabhängig neu entwickelt und auch Collins Arbeiten wiederentdeckt.
Collin machte weiter bei seiner Behörde Karriere und wurde 1855 Chefingenieur für das Loire Gebiet und 1867 Generalinspektor. 1873 ging er in den Ruhestand.
Er veröffentlichte noch mehrere weitere Werke meist zu Hydrologie und Wasserbau, aber nicht mehr zur Bodenmechanik. 1866 gewann eine experimentelle Arbeit über Verdunstung einen Preis der Pariser Akademie der Wissenschaften. Er widmete sich im Ruhestand archäologischen und historischen Forschungen und war zeitweise Präsident der Archäologischen und Historischen Gesellschaft von Orleans.
Collin war Offizier der Ehrenlegion.

## Schriften
- Recherches experimentales sur les glissements spontanés des terrains argileux, accompagnées des considerations sur quelque principes de la mecanique terrestre, Paris 1846, englische Übersetzung von W. R. Schriever Landslides in Clay, University of Toronto Press 1956